# Fedele Caggiano
Fedele Caggiano (Buonalbergo, 3 marzo 1804 – Napoli, 1880) è stato uno scultore italiano.

## Opere
Tra le sue opere si ricordano:
- i busti di Vittorio Emanuele II, di Umberto I e della Regina Margherita conservati nel Palazzo Paolo V in Benevento
- la Baccante, Jone ed il Tasso nelle sue furie nella Villa Nazionale in Napoli
- il battistero a marmi policromi e l'altare maggiore della chiesa di san Giorgio martire in Locorotondo
- l'altare maggiore della Chiesa di San Giovanni Battista in Giovinazzo